# Madonna della Scala

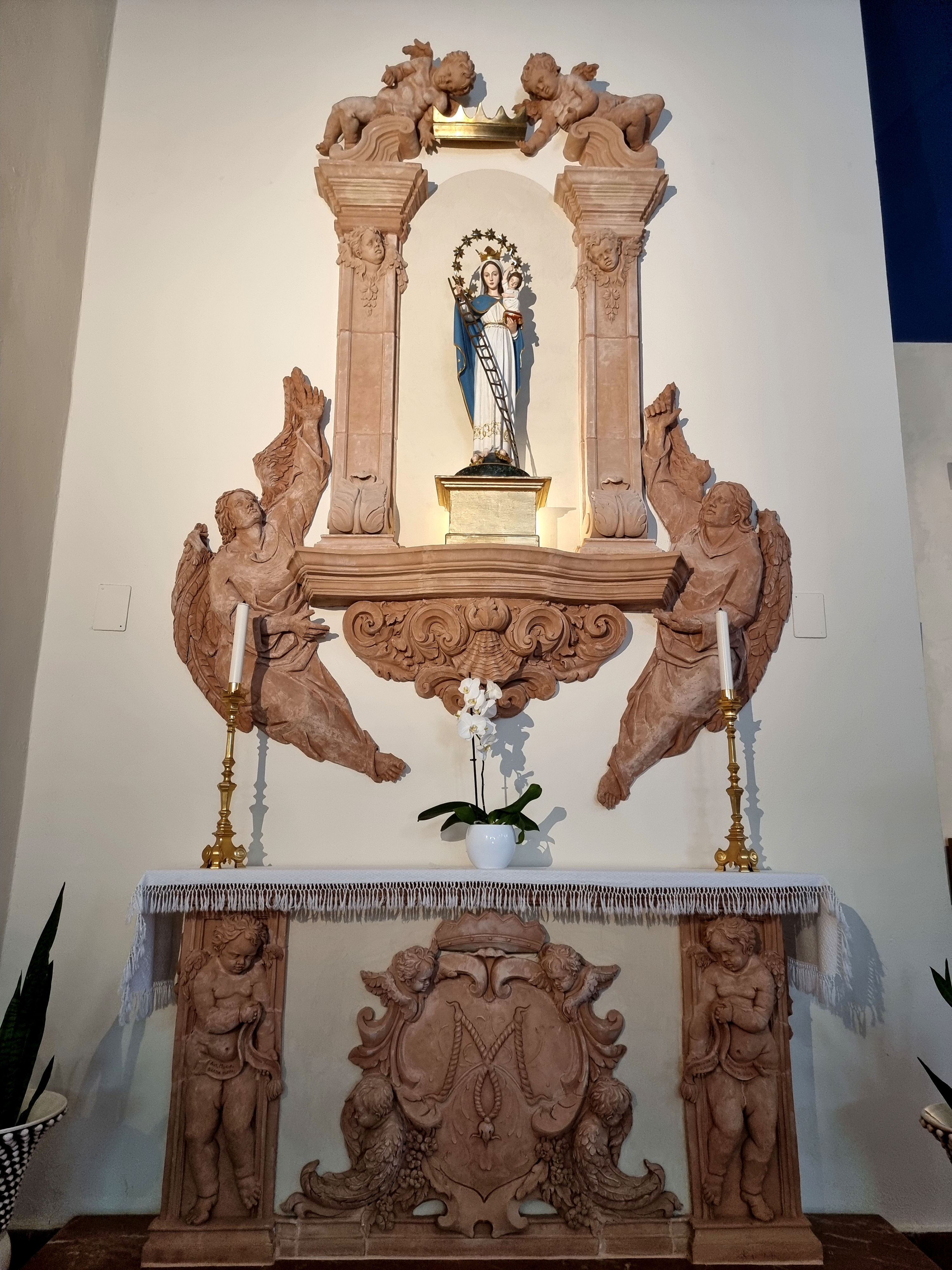
Altare e statua della Madonna della Scala nella omonima chiesa di Torregrotta

Icona di Maria Santissima della Scala venerata nell'omonimo santuario a Castellammare del Golfo

Madonna della Scala o Maria Santissima della Scala è uno degli appellativi con cui la Chiesa cattolica venera Maria, madre di Gesù.

## Il culto a Castellammare del Golfo
Il culto della Madonna della Scala è uno fra i più antichi di Castellammare del Golfo e risale all' 8 settembre del 1641. 
Si racconta che una pastorella di nome Maria D'Angelo, mentre era intenta a pascolare il gregge, venne un furioso temporale e si andò a rifugiare in una grotta che un fulmine poco prima aveva scavato, un poco più a valle dell’attuale Belvedere.
All'interno della grotta rinvenne una scatola d’argento con all’interno un’immagine della Madonna e del Bambino Gesù, la quale ben presto si mostrò benevola verso la popolazione di Castellammare, donando loro grazie e guarigioni.
Da subito si gridò al miracolo e sul luogo del ritrovamento venne eretto un Santuario in nome della Vergine e venne dato il titolo di Madonna della Scala perché il luogo si chiama delle scale.
Ogni anno in onore dell Vergine viene organizzata una festa, che si svolge in piazza Porta Fraginesi. 

## Il culto a Massafra
Secondo la leggenda, Marco e Pietro evangelizzarono la Puglia. Si recarono anche a Massafra, dove edificarono una cripta dedicata alla Vergine Madre di Cristo nella Valle Rosarum. I massafresi nel 102 in questa cripta fecero dipingere un'immagine della Madonna, che venne detta della Prisca. Nell'anno 324 ci fu un forte terremoto che colpì i villaggi di Massafra, Petruscio, Turio e Pasifo, e fece crollare le cripte della gravina. Tra queste venne distrutta quella della Madonna Prisca.
Circa un secolo dopo dei cacciatori s'imbatterono in una cerva. Tentarono di catturala, ma la videro inginocchiata sopra un grosso macigno. Quegli uomini ripulirono il masso e vi trovarono il dipinto della Madonna col Bambino. Dopo averla contemplata due di loro andarono al paese per comunicare la buona nuova, di aver ritrovato quel sacro dipinto. I massafresi portarono in una solenne processione la sacra icona nella chiesa del paese, ma, all'indomani l'immagine era ritornata al primitivo sito, facendo così intendere che in quel luogo doveva essere custodita. Il popolo le costruì una chiesetta, e diede alla sacra icona il titolo di Madonna della Cerva.
Un'altra leggenda, più tarda, dice che in occasione della festa si recavano spontaneamente, alla chiesa, due cerve, madre e figlia. La madre appena giunta scoppiava, e le sue carni venivano cotte e date ai migliaia di pellegrini moltiplicandosi miracolosamente. Mentre la figlia entrava nella chiesa e si inginocchiava dinanzi all'icona della Vergine.

### Storia del culto
Il 20 febbraio 1743, alle ore 23 avvenne uno spaventoso terremoto. Molte città della Provincia di Taranto vennero colpite. Massafra rimase illesa, e la devozione popolare attribuì lo scampato pericolo all'intercessione della Vergine. Venne così istituita una festa in ricordo, da svolgersi ogni anno in quel giorno e a quell'ora dovevano suonare le campane.
Nel 1776 con la Bolla di papa Pio VI la Madonna della Scala venne nominata patrona e protettrice di Massafra, e la sua prima solenne festa venne celebrata il 20 ottobre di quello stesso anno.
Poi il vescovo di Mottola, Stefano Ortiz Cortes stabilì che le feste in onore della Madonna fossero due: una religiosa il 20 febbraio, e una civile la prima domenica di maggio, mese mariano per eccellenza.
Nella primavera del 1899 la Beata Vergine aiutò la popolazione massafrese, che il 5 aprile si riversò nel santuario a chiedere l'intercessione contro la siccità.